# Marino Faliero, doge di Venezia
Marino Faliero, Doge di Venezia (Marino Faliero, Doge of Venice) è una tragedia del poeta inglese George Gordon Byron, scritta e rappresentata per la prima volta nel 1821.

## Trama
Venezia, 1355. Marino Faliero è stato eletto doge da poco quando insulta uno dei più alti ufficiali dello Stato, Michele Steno. Per vendicarsi, Steno scrive un biglietto osceno sulla moglie di Faliero e lo attacca sul trono del doge. Il gesto di ripicca costa a Steno una condanna di un mese di prigionia dalla Quarantia. Faliero è indignato dalla breve durata dell'incarcerazione del rivale e comincia a dubitare della giustizia veneziana. Si unisce allora a una cospirazione per rovesciare il regime che non ha voluto difendere il suo onore. La congiura però viene scoperta e Faliero e gli altri cospiratori vengono condannati a morte per alto tradimento e giustiziati.

## Origini

### Fonti
Lord Byron cominciò ad interessarsi alla vita del doge durante la sua permanenza a Venezia, quando, mentre visitava il Palazzo Ducale, notò che il ritratto di Marino Faliero era stato censurato. Cominciò quindi a informarsi sulla vita di Faliero leggendo le Vite dei Dogi di Marin Sanudo il Giovane.

### Composizione e stampa
Byron terminò la composizione della tragedia nel luglio 1820, quando ormai aveva lasciato la Serenissima per Ravenna. Marino Faliere, Doge di Venezia fu pubblicato nell'aprile 1821 insieme con il poemetto La profezia di Dante. Byron originariamente voleva dedicare la tragedia a Johann Wolfgang von Goethe, ma il ritardo causato dalla lentezza del collegamento postale tra l'Italia e l'Inghilterra fece sì che l'opera venisse pubblicata prima che la dedica arrivasse allo stampatore. Quando l'opera fu ripubblicata postuma nell'opera omnia di Byron, il poeta aveva dedicato la tragedia al suo amico Douglas Kinnaird. Alcune traduzioni furono realizzate nei primi decenni dopo la pubblicazioni, tra cui una in italiano nel 1830 e una in francese nel 1838.

## Rappresentazioni e adattamenti
Byron aveva scritto la tragedia come un closet drama inteso più per la lettura che per la messa in scena. Quando scoprì che l'impresario Robert William Elliston aveva intenzione di allestire Marino Faliero al Theatre Royal Drury Lane, Byron ordinò al suo editore John Murray di ottenere un'ingiunzione contro il regista. Ciò non bastò a fermare Elliston, che rappresentò la tragedia al Drury Lane quattro giorni dopo la pubblicazione del testo, di cui però aveva tagliato oltre metà delle battute. Marino Faliero fu accolto tiepidamente sia dai critici che dai lettori; secondo Byron la causa fu lo stile neoclassico del testo, l'assenza di colpi di scena e la mancanza dell'elemento amoroso nella tragedia.

## Influenza culturale
La tragedia di Byron ispirò ad Eugène Delacroix il dipinto L'esecuzione di Marin Faliero, realizzato tra il 1825 e il 1827 ed attualmente parte della Wallace Collection di Londra. L'opera ispirò anche un racconto di E.T.A. Hoffmann e una tragedia di Casimir Delavigne, che a sua volta ispirò l'opera lirica di Donizetti Marino Faliero. Nel 1885 Algernon Charles Swinburne scrisse un proprio Marino Faliero, con l'intenzione di correggere i presunti errori che riscontrava nella versione byroniana.